# 格羅特峰
78°3′S 161°36′E / 78.050°S 161.600°E
格羅特峰（Grootes Peak），是南極洲的山峰，位於維多利亞地的斯科特海岸，處於科爾韋爾山南端，海拔高度2,635米，該山峰現時由南極條約體系管理。